# Kiến trúc Pháp

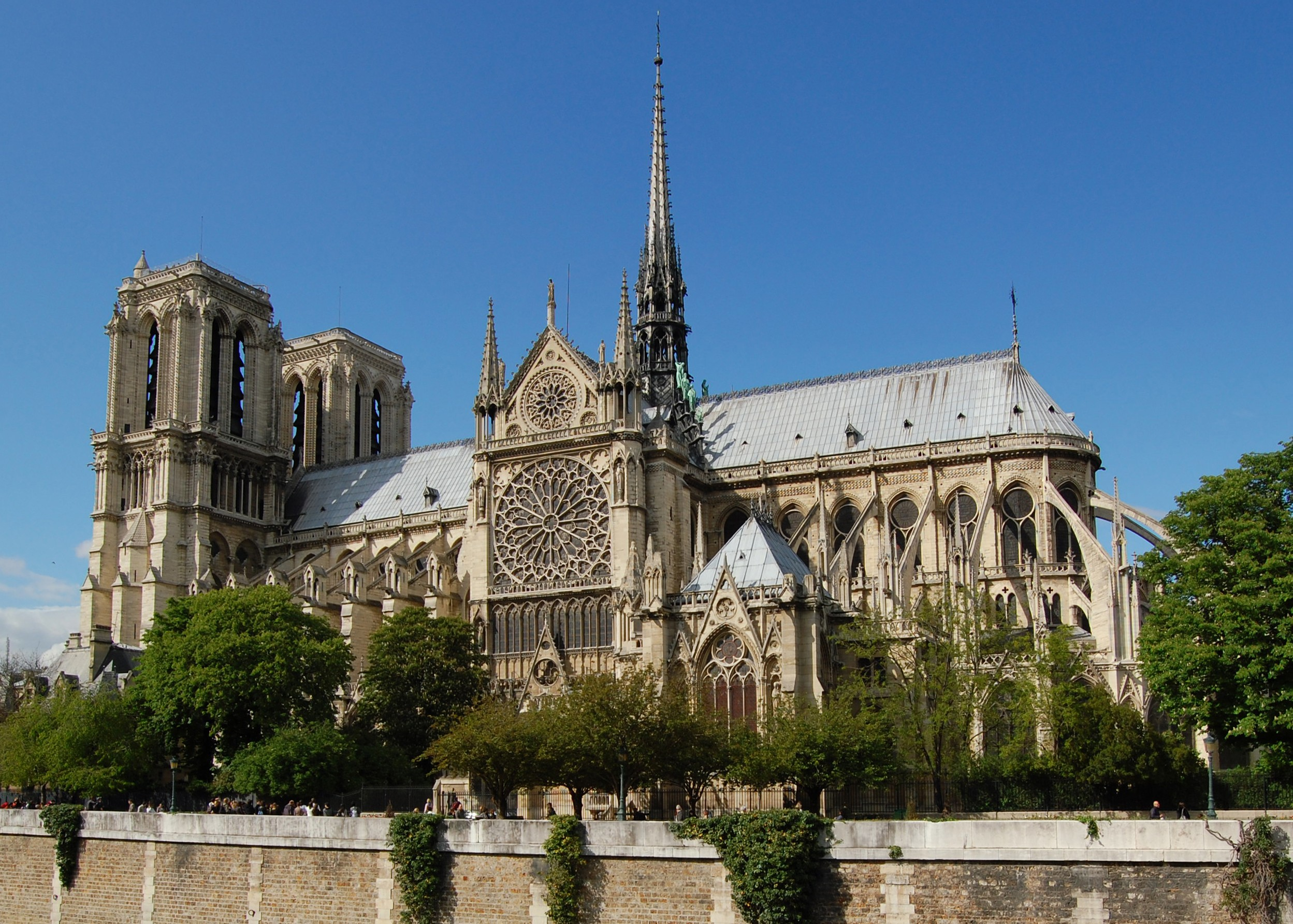
Phía nam của Nhà thờ Đức Bà Paris, nhìn từ sông Seine

Kiến trúc Pháp xếp hạng cao trong số nhiều thành tựu của Pháp. Những dấu hiệu cho thấy tầm quan trọng đặc biệt của kiến trúc ở Pháp là sự thành lập Học viện Kiến trúc năm 1671, là tổ chức đầu tiên ở bất cứ nơi nào ở châu Âu và thành lập vào năm 1720 của Prix de Rome về kiến trúc, một cuộc thi vì lợi ích quốc gia, được tài trợ bởi nhà nước, và một vinh dự được nhiều kiến trúc sư theo đuổi mạnh mẽ. Nếu thời kỳ đầu tiên của thành tựu kiến trúc ưu việt của Pháp là kiến trúcGothic, và thời kỳ thứ hai, vào thế kỷ thứ mười tám, thì truyền thống lâu đời hơn của kiến trúc Pháp luôn luôn được coi trọng.

## Lịch sử

### Gallo-La Mã

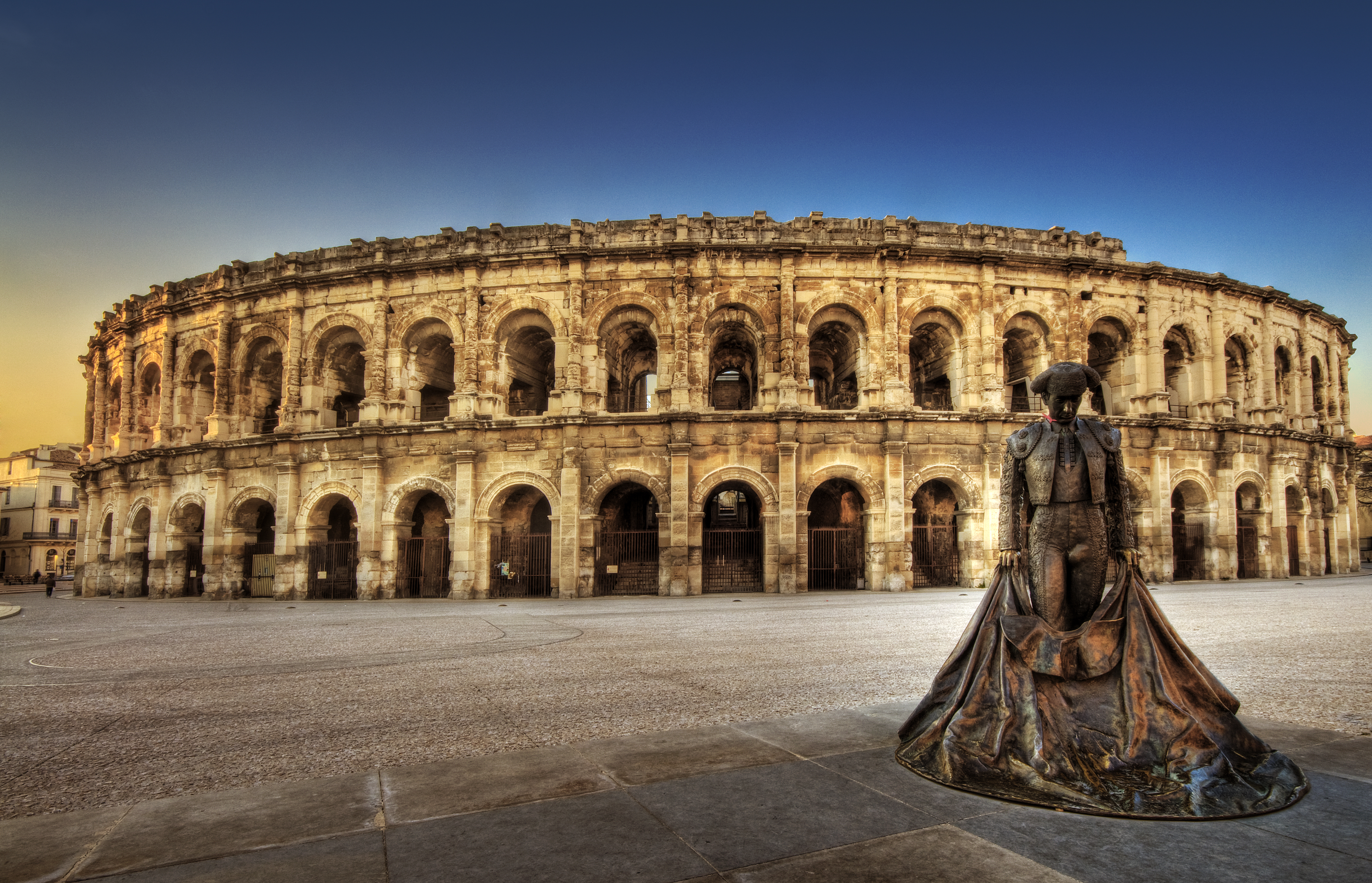
Nhà hát vòng tròn tại Nîmes

Kiến trúc của Rome cổ đại ban đầu chấp nhận tiếp thu nền kiến trúc Hy Lạp từ bên ngoài và đến cuối nền Cộng hòa, phong cách kiến trúc đã phát triển phong cách đặc biệt của riêng mình bằng cách giới thiệu các vòm, hầm và mái vòm vốn ít được sử dụng trước đây. Một yếu tố quan trọng trong sự phát triển này, gọi là Cách mạng Kiến trúc La Mã, là việc phát minh ra bê tông. Các yếu tố xã hội như sự giàu có và mật độ dân số cao ở các thành phố đã buộc người La Mã cổ đại phải khám phá các giải pháp (kiến trúc) mới của riêng họ. Ví dụ, việc sử dụng kho tiền và vòm cùng với kiến thức vững chắc về vật liệu xây dựng đã cho phép họ đạt được những thành công chưa từng có trong việc xây dựng các cấu trúc hùng vĩ cho sử dụng công cộng.
Những ví dụ đáng chú ý ở Pháp trong thời kỳ này là Alyscamp ở Arles và Maison Carrée ở Nîmes. Alyscamps là một nghĩa địa La Mã rộng lớn, nằm cách các bức tường của thị trấn Arles cũ một khoảng cách ngắn. Đó là một trong những nơi khu nghĩa trang nổi tiếng nhất của thế giới cổ đại. Tên này là một tham nhũng của Latin Elisii Campi (nghĩa là Champs-Élysées hoặc Elysian Field). Chúng nổi tiếng vào thời Trung cổ và được Ariosto nhắc đến ở Orlando Furioso và Dante ở Inferno.  Alyscamps tiếp tục được sử dụng tốt vào thời trung cổ, mặc dù việc di dời các thánh tích của Saint Trophimus đến nhà thờ vào năm 1152 đã làm giảm sút uy tín của nó.

### Tiền La Mã

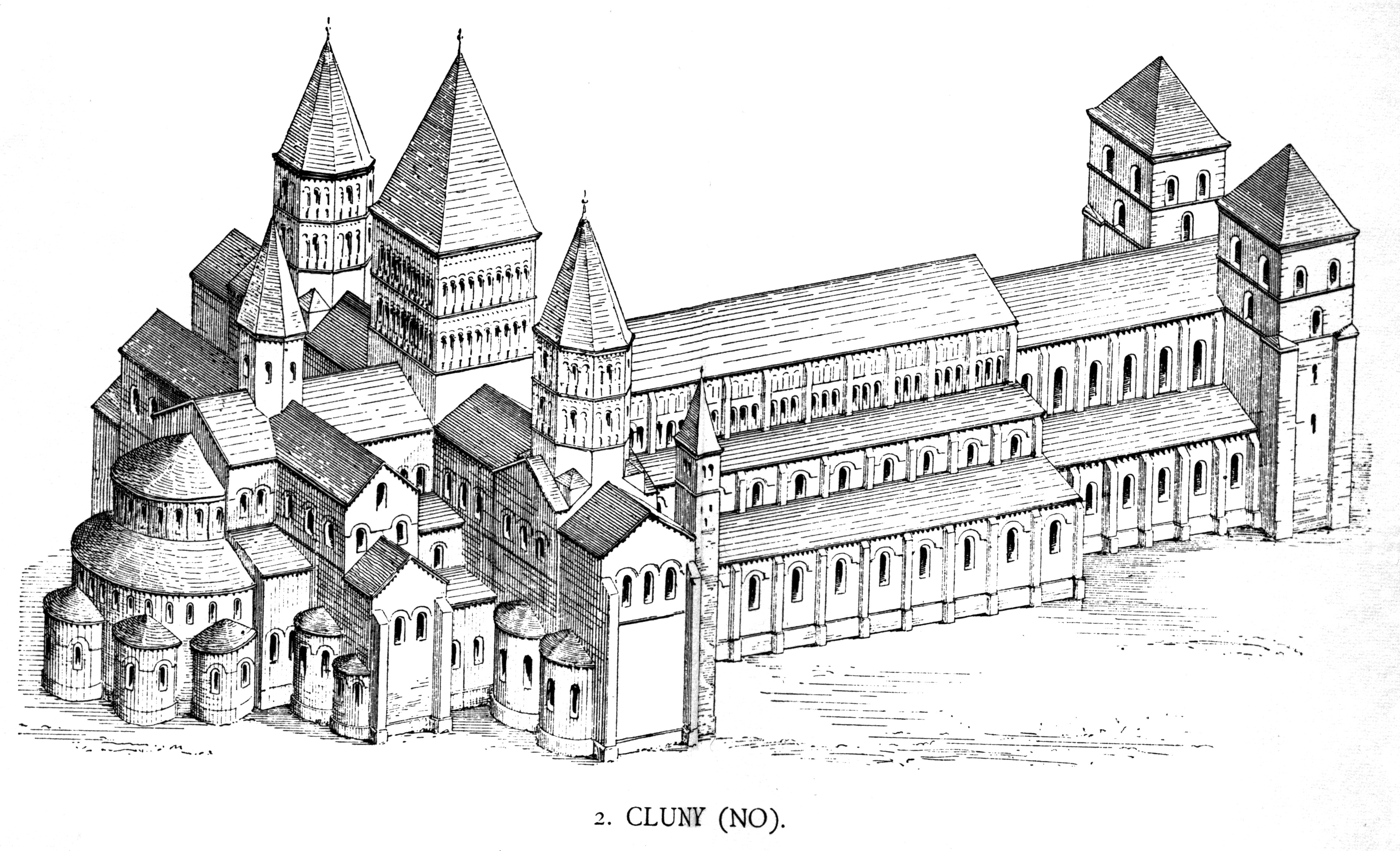
Tu viện Cluny

Sự thống nhất của vương quốc Frankish dưới thời Clovis I (465 – 511) và những người kế vị của ông, tương ứng với nhu cầu xây dựng nhà thờ, và đặc biệt là nhà thờ tu viện, vì giờ đây là những ngôi nhà quyền lực của nhà thờ Merovingian. Các kế hoạch thường tiếp tục truyền thống vương cung thánh đường La Mã, nhưng cũng có những ảnh hưởng từ tận Syria và Armenia. Ở phương Đông, hầu hết các cấu trúc đều bằng gỗ, nhưng đá phổ biến hơn cho các tòa nhà quan trọng ở phương Tây và ở các khu vực phía nam sau đó nằm dưới sự thống trị của Merovingian. Hầu hết các nhà thờ lớn đã được xây dựng lại, thường là hơn một lần, nhưng nhiều kế hoạch của Merovingian đã được xây dựng lại từ khảo cổ học. Mô tả trong Giám mục Gregory thành Tours Lịch sử của Franks của nhà thờ Saint-Martin, được xây dựng tại Tours bởi Thánh Perpetuus (giám mục 460-490) vào đầu của thời kỳ này và đồng thời trên các cạnh của lãnh thổ Frankish, gây ra sự tiếc nuối khi tòa nhà này bị biến mất, vốn là một trong những nhà thờ Merovingian đẹp nhất, mà theo ông là có 120 cột đá cẩm thạch, tháp ở cuối phía Đông và một số bức tranh khảm: "Saint-Martin hiển thị điểm nhấn dọc và sự kết hợp của khối- các đơn vị tạo thành một không gian bên trong phức tạp và hình bóng bên ngoài phong phú tương ứng, vốn là đặc điểm nổi bật của Romanesque ". Một đặc điểm của vương cung thánh đường Martin-Martin đã trở thành một dấu ấn của kiến trúc nhà thờ Frankish là chiếc quách hoặc thánh tích của vị thánh được nâng lên để có thể nhìn thấy và đặt dọc trục sau bàn thờ, đôi khi trong nhà thờ. Không có tiền lệ La Mã cho sự đổi mới của người Frank này. Một số tòa nhà khác, hiện đã bị mất đi, bao gồm các cơ sở Merovingian của Saint-Denis, St. Gereon ở Cologne và Tu viện Saint-Germain-des-Prés ở Paris, được mô tả là trang trí công phu tương tự.

### Thời La Mã
Kiến trúc với phong cách La Mã đã phát triển đồng thời ở các vùng của Pháp vào thế kỷ thứ 10 và trước ảnh hưởng sau này của Tu viện Cluny. Phong cách, đôi khi được gọi là "First Romanesque" hoặc "Lombard Romanesque", được đặc trưng bởi những bức tường dày, thiếu điêu khắc và sự hiện diện của các đường cong trang trí tuần hoàn được gọi là các dải băng Lombard. Nhà thờ Angoulême là một trong một số trường hợp trong đó các nhà thờ Byzantine ở Constantinople dường như có ảnh hưởng trong thiết kế trong đó các không gian chính được lợp bởi mái vòm. Cấu trúc này đã đòi hỏi phải sử dụng các bức tường rất dày và các trụ lớn từ đó vòm vòm mọc lên. Có những nhà nguyện tỏa ra xung quanh nhà thờ, đó là một tính năng điển hình của Pháp và được phát triển thành chevette. Notre-Dame ở Domfront, Normandy là một nhà thờ chữ thập với một đoạn ngắn apsidal cuối phía đông. Gian giữa đã mất lối đi, và có lẽ có một số chiều dài của nó. Các crossing có một tháp mà mọc ở hai giai đoạn khác biệt và được khắc phục bởi một chóp kim tự tháp của một loại kiến trúc phổ biến ở Pháp và Đức và cũng có trên tháp Norman tại Anh. Tu viện Fongombault ở Pháp cho thấy ảnh hưởng của Tu viện Cluny. Các kế hoạch xây dựng với kiến trúc chữ thập là rõ ràng. Có hàng loạt các nhà nguyện xung quanh apse. Chỗ giao cắt sẽ có một tòa tháp xây chồng lên. Các transepts kết thúc với đầu hồi.